# Isabel Antônia de Croÿ
Isabel de Croÿ (Isabel Antônia Leonor Natália Clementina; Bayreuth, 7 de outubro de 1890 — Starnberg, 30 de março de 1982) foi princesa de Croÿ e princesa da Baviera, pelo seu casamento com o príncipe Francisco da Baviera. Ela era filha de Carlos Alfredo, Duque de Croÿ e da princesa Ludmila de Arenberg, além de mãe de Maria Isabel da Baviera, Princesa Imperial do Brasil casada com o príncipe Pedro Henrique de Orléans e Bragança, neto da princesa Isabel do Brasil.

## Família
Isabel nasceu no Castelo L'Hermitage em Bayreuth, no então Reino da Baviera. Ela era filha de Carlos Alfredo, Duque de Croÿ e da princesa Ludmila de Arenberg, filha de Engelberto Augusto, 8.° duque de Arenberg.

## Casamento e filhos
Isabel casou-se com o príncipe Francisco da Baviera, terceiro filho do rei Luís III da Baviera e de sua esposa, a arquiduquesa Maria Teresa da Áustria-Este, em 8 de julho de 1912 no Castelo de Weilburg em Viena, Áustria-Hungria.
O casal teve seis filhos:
- Luís (1913-2008), desposou a princesa Ermengarda da Baviera (1923-2010), neta de Luís III da Baviera, morreu aos 95 anos de idade.
- Maria Isabel (1914-2011), desposou Pedro Henrique de Orléans e Bragança (1909-1981), morreu aos 96 anos de idade.
- Adelgunda (1917-2004), desposou o freiherr Zdenko, Barão de Hoenning-O' Caroll (1906-1996), morreu aos 87 anos de idade.
- Leonor (1918-2009), desposou o conde Constantino, Conde von Waldburg zu Zeil und Trauchburg (1909-1972), morreu aos 91 anos de idade.
- Doroteia  (1920-2015[1]), desposou Gottfried, Arquiduque d'Áustria e Grão-duque de Toscana (1902-1984), neto de Fernando IV da Toscana, morreu aos 95 anos de idade.
- Rasso (1926-2011), desposou a arquiduquesa Teresa da Áustria (1931), bisneta de Sissi da Áustria, morreu aos 86 anos de idade.